# 阿尔默斯巴赫
阿尔默斯巴赫是德国莱茵兰-普法尔茨州的一个市镇。总面积0.61平方公里，总人口428人，其中男性198人，女性230人（2011年12月31日），人口密度702人/平方公里。